# Polsdorf
Polsdorf ist ein Gemeindeteil des Marktes Allersberg im Landkreis Roth (Mittelfranken, Bayern). Polsdorf liegt in der Gemarkung Birkach.

## Lage
Das Dorf liegt am Nordwestufer der Rothsee-Hauptsperre, das als Naturschutzgebiet ausgewiesen ist. Eine Gemeindeverbindungsstraße führt zur Staatsstraße 2225 und wird als Kreisstraße RH 8 fortgeführt, die nach Göggelsbuch verläuft (1,5 km südöstlich). Weitere Gemeindeverbindungsstraßen verlaufen nach Göggelsbuch (1,5 km südöstlich) und die St 2225 kreuzend nach Eulenhof (1,2 km nordöstlich).

## Geschichte
Der Ort wurde 1345 erstmals urkundlich erwähnt. Zu dieser Zeit besaßen die Herren von Stein dort Güter.
Im 16. Jahrhundert gab es in Polsdorf 12 Anwesen. Das Hochgericht übte das pfalz-neuburgische Pflegamt Hilpoltstein aus. Grundherren waren die Herren von Hilpoltstein (6 Anwesen), das Chorstift Hilpoltstein (1 Anwesen) und das Martha-Spital Nürnberg (5 Anwesen). Gegen Ende des 18. Jahrhunderts gab es in Polsdorf 19 Anwesen.
Im Rahmen des Gemeindeedikts (frühes 19. Jahrhundert) wurde Polsdorf dem Steuerdistrikt und der Ruralgemeinde Heuberg zugewiesen. 1820 erfolgte die Umgemeindung nach Birkach. Am 1. Januar 1975 wurde Polsdorf im Zuge der Gebietsreform in Bayern nach Allersberg eingemeindet.

### Baudenkmäler
- Haus Nr. 15: Ortskapelle[10]

### Einwohnerentwicklung
| Jahr      | 001818 | 001836 | 001861 | 001871 | 001885 | 001900 | 001925 | 001950 | 001961 | 001970 | 001987 | 002014 |
| Einwohner | 51     | 79     | 91     | 79     | 90     | 106    | 103    | 119    | 116    | 131    | 127    | 364    |
| Häuser    | 13     | 18     |        |        | 19     | 20     | 21     | 24     | 25     |        | 39     |        |
| Quelle    | [ 12 ] | [ 13 ] | [ 14 ] | [ 15 ] | [ 16 ] | [ 17 ] | [ 18 ] | [ 19 ] | [ 20 ] | [ 21 ] | [ 22 ] | [ 1 ]  |

## Religion
Polsdorf ist römisch-katholisch geprägt und bis heute nach Mariä Himmelfahrt (Allersberg) gepfarrt. Die Einwohner evangelisch-lutherischer Konfession waren ursprünglich nach Eckersmühlen gepfarrt, seit den 1960ern ist die Pfarrei Allersberg zuständig.